# Tagoloan (Lanao do Norte)
Tagoloan é um município de  quinta classe de renda municipal (d) na província Lanao do Norte, nas Filipinas. De acordo com o censo de 1 de maio  de  2020 possui uma população de 15 091 pessoas e 3 409 domicílios.